# Bara (Mali)
Bara è un comune rurale del Mali facente parte del circondario di Ansongo, nella regione di Gao.
Il comune è composto da 6 nuclei abitati:
- Abarna Fogass Igarbayan
- Banganafogass
- Bara
- Kelbougou
- Tabango
- Tanal